# Elaine Pagels

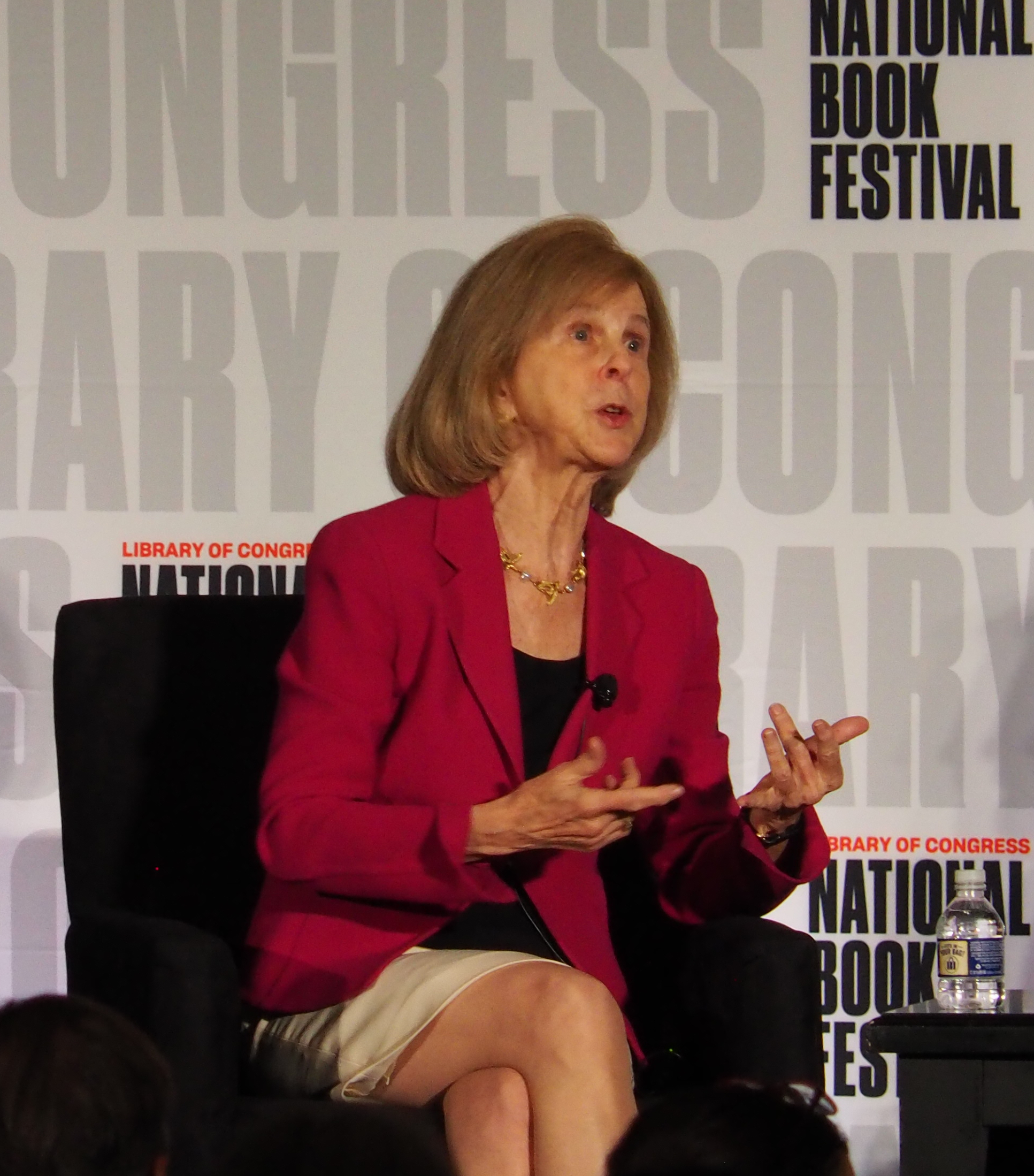
Elaine Pagels, 2019

Elaine Pagels (geborene Hiesey, * 13. Februar 1943 in Palo Alto, Kalifornien) ist eine US-amerikanische Theologin.
Pagels ist Harrington Spear Paine Professor of Religion an der Princeton University und wurde durch mehrere Bücher über die apokryphen Schriften des Neuen Testaments bekannt. Sie studierte an der Stanford University (B.A. 1964, M.A. 1965) und wurde an der Harvard University promoviert. Sie gehörte dort zu dem Team, das die Nag-Hammadi-Schriften untersuchte.
Elaine Pagels ist Tochter des Botanikers William Hiesey (1903–1998) und war mit dem Astrophysiker Heinz Pagels (1939–1988) verheiratet. 1981 war sie MacArthur Fellow. 1992 wurde sie in die American Academy of Arts and Sciences gewählt. Für 2015 erhielt sie die National Humanities Medal.

## Werke
- The Gnostic Paul. Gnostic Exegesis of the Pauline Letters. Fortress Press, Philadelphia 1975, ISBN 0-8006-0403-2
- The Gnostic Gospels. Random House, New York 1979, ISBN 0-394-50278-7. Deutsch von Angelika Schweikhart: Versuchung durch Erkenntnis. Die gnostischen Evangelien. Insel, Frankfurt/M. 1981, ISBN 3-458-04765-4 = Suhrkamp (stb 1456), Frankfurt/M. 1987, ISBN 978-3-518-37956-1
- Adam, Eve and the Serpent. Random House, New York 1988, ISBN 0-394-52140-4. Deutsch von Kurt Neff: Adam, Eva und die Schlange. Die Theologie der Sünde. Rowohlt, Reinbek bei Hamburg 1991, ISBN 3-498-05268-3 = Adam, Eva und die Schlange. Die Geschichte der Sünde. rororo Taschenbücher, Reinbek 1994, ISBN 978-3-499-55548-0
- The Origin of Satan. How Christians Demonized Jews, Pagans, and Heretics. Random House, New York 1995, ISBN 0-679-40140-7. Deutsch von Jens Hagestedt: Satans Ursprung. Berlin-Verlag, Berlin 1996, ISBN 978-3-8270-0199-3 = Suhrkamp (stb 2868), Frankfurt/M. 1998, ISBN 978-3-518-39368-0
- Beyond Belief. The Secret Gospel of Thomas. Random House, New York 2003, ISBN 0-375-50156-8. Deutsch von Kurt Neff: Das Geheimnis des fünften Evangeliums. Warum die Bibel nur die halbe Wahrheit sagt. Mit dem Text des Thomasevangeliums. C.H. Beck, München 2004. 3. Aufl. dtv 2007, ISBN 978-3-423-34333-6
- Revelations. Visions, Prophecy, and Politics in the Book of Revelation. Penguin Books, New York 2012, ISBN 978-0-670-02334-9. Deutsch von Rita Seuß: Apokalypse. Das letzte Buch der Bibel wird entschlüsselt. C.H. Beck, München 2013, ISBN 978-3-406-64660-7
- Miracles and Wonder: The Historical Mystery of Jesus. Doubleday, New York 2025, ISBN 978-0-385-54746-8.

### Videos
- Elaine Pagels at St. John’s Church Lafayette Square spricht über ihr Buch Revelations auf Vimeo; abgerufen am 2. Februar 2014 (en)

| Personendaten    | Personendaten              |
| ---------------- | -------------------------- |
| NAME             | Pagels, Elaine             |
| ALTERNATIVNAMEN  | Pagels, Elaine H.          |
| KURZBESCHREIBUNG | US-amerikanische Theologin |
| GEBURTSDATUM     | 13. Februar 1943           |
| GEBURTSORT       | Palo Alto, California      |